# 奥斯德哈卡
奥斯德哈卡，是西班牙阿拉贡自治区韦斯卡省的一个市镇。总面积12平方公里，总人口77人（2001年），人口密度6人/平方公里。